# Чарівне кохання
«Чарівне кохання» («Un amour de sorcière») — французька фентезійна кінокомедія 1997 року, знята режисером Рене Манзором.

## Сюжет
Майкл, молодий, простодушний винахідник, приїхавши на вікенд до Парижа, закохується в Морган, спокусливу і непередбачувану чаклунку — француженку. Морган полонить Майкла, який нічого не підозрює, для того, щоб зробити його хрещеним батьком її дев'ятимісячного сина Артура. З цього моменту і починається розповідь, сповнена нескінченних сюрпризів. Перед нами розгорнеться запекла боротьба за маленького Артура між Морган і могутнім Молоком. Але підкорити Морган, Майкла й Артура зможуть тільки найсильніші чари — чари кохання.

## У ролях
- Ванесса Параді: Морган Едрамарек
- Жан Рено: Молок Едрамарек
- Гіл Беллоуз: Майкл Ферт
- Жанна Моро: Еглантін Едрамарек
- Дабні Коулман: Джоел Ендрюс
- Катрін Бурман: Ріта
- Фантін Лаланн: Артур Едрамарек
- Малколм Діксон: Мерлін
- Елеонора Гірт: Хлої Едрамарек
- Луїза Вінсент: Флер Едрамарек
- Клеман Харарі: бакалійник
- Пола Дехеллі: дитяча поліція
- Ніколас Готрі: Томпсон
- Агата де Ла Буле: медсестра
- Патрік Флоершайм: поліцейський в аеропорту
- Жильбер Мелкі: детектив
- Жан-Поль Солаль: лікар
- Ремі Рубаха: детектив
- Деніель Мілґрем: водій таксі в Парижі
- Джессі Джо Волш: водій таксі в Нью-Йорку
- Джим Адхі Лімас: Н'Ґієн

## Знімальна група
- Режиссер: Рене Манзор
- Сценарист: Рене Манзор
- Оператор: Пол Гюлай
- Композитор: Жан-Фелікс Лалан
- Продюсери: Крістіан Фешнер, Дідьє Пен, Пічі Марковіц, Ерве Трюффо